# Ronaille Calheira
Ronaille Calheira Seará (Rio de Janeiro, 23 marzo 1984) è un ex calciatore brasiliano, di ruolo attaccante.